# 佩雷欣斯凯
48°48′37″N 24°10′55″E / 48.81028°N 24.18194°E

全景图

佩雷欣斯凯（烏克蘭語：Перегінське），又按俄语名译为佩列金斯克耶，是烏克蘭西部伊萬諾-弗蘭科夫斯克州卡盧什區佩雷欣斯凯市镇内的市級鎮及其行政中心。位於該國喀尔巴阡山脚下，始建於1292年，面積23.51平方公里，2011年人口12,486，人口密度每平方公里531人。